# Сонсорол (штат)
Сонсорол (англ.  и палау Sonsorol) — один из 16 штатов Палау. Административный центр штата и единственная деревня — Донгосару на острове Сонсорол. Вместе со штатом Хатохобеи, образует Юго-Западные острова Палау. Местные жители говорят на сонсорольском языке, одном из чукских языков.
Штат был основан 1 мая 1984 года. С 29 апреля 2016 года губернатором штата является Лора Майлс (англ. Laura I. Miles), которая служит второй срок.

## История
Первое обнаружение Сонсорольских островов приписывается команде судна Тринидад и его командиру, Гонсало Гомесу де Эспиносе 6 мая 1522 года. Оба острова были помечены как острова Сан-Хуан (острова Святого Иоанна).
Испанская миссионерская экспедиция иезуитов, во главе с сержант-майором Франциско Падильей, прибыла на остров 30 ноября 1710 года на борту патаче[неизвестный термин] Сантисима-Тринидад. В 1712 году острова были исследованы ещё раз, на этот раз экспедицией испанского морского офицера Бернардо де Эгоя.
В декабре 2012 года, штат сильно пострадал из-за тайфуна Бофа, и люди были эвакуированы в Корор, крупнейший город страны. Было эвакуировано 37 людей с Сонсорола, 19 с Пуло-Анна и 2 с Мерира. Через несколько месяцев, согласно решению правительства Палау, был снова населён лишь остров Сонсорол, так как на него было дешевле и ближе доставлять припасы). На остров вернулось 42 человека, и теперь, он — единственный населённый в штате.

## География
Штат состоит из четырёх островов — Фанна, Сонсорол, Пуло-Анна и Мерир.

### Фанна
Фанна, иногда зовётся Фана (англ. и палау. Fanna, Fana) — остров, окруженный коралловыми рифами, которые простираются на 160—480 км. Сам остров почти круглой формы, и его диаметр составляет 350 м.
Остров покрыт зеленью; на нём растет много кокосовых пальм и других деревьев. На острове расположен одноимённый муниципалитет, главой которого до 2000 года служил Мариано Карлос, вплоть до эвакуации в связи с тайфуном Бофа.
Вместе с островом Сонсорол в 1,6 км к югу он образует Сонсорольские острова.

### Сонсорол
Сонсорол, иногда Донгосару или Донгосаро (англ. и палау. Sonsorol, Dongosaro, Dongosaru) — остров, как и Фанна, окруженный коралловыми рифами, которые простираются на 160—480 км.
Он простирается на 2 км с севера на юг, и его ширина составляет 890 м в северной его части. На его западном берегу располагается деревня Донгосару, которая является столицей штата. Остров покрыт зеленью, среди неё — много кокосовых пальм и других деревьев.
Возможно, что Сонсорол стал первым из островов Палау, посещенных европейцами — иезуитами во главе Франциско Падильи 30 ноября 1710 года. Через год после тайфуна Бофа, правительство Палау учредило план реконструкции для острова, и построило небольшую пристань.

### Пуло-Анна
Пуло-Анна, или Пуро (англ. и палау. Pulo Anna, Puro) — остров, окруженный коралловыми рифами, которые простираются на 460 км. Сам остров эллиптической формы, он простирается на 800 метров с северо-востока на юго-запад, и его ширина составляет 550 м.
На северо-западной части острова раньше существовала деревня Пуро. Пуло-Анна находится в экваториальном противотечении на протяжении всего года.

### Мерир
Мерир, или Мелиели (англ.  и палау Merir, Melieli) — остров, окруженный коралловыми рифами, которые простираются на более чем 1 км от берега на юге и на 160 м на севере.
Края рифа крутые, за исключением северной части острова, где отмель глубиной в 12,8 м на внешнем конце простирается на 1,3 км к северу.
На острове раньше существовала деревня Мелиели, на которой была радиостанция. Она располагалась на северо-западе острова.

## Образование
Все школы Палау регулируются Министерством образования.
В штате есть две школы:
- Начальная школа Пуло-Анна — имеет одну классную комнату и одного учителя;
- Начальная школа Сонсорола — имеет одну классную комнату и одного учителя.

Высшая школа Палау, расположенная в Короре — единственная высшая школа в государстве, поэтому дети из других штатов едут в Корор на учёбу.